# Bruno Blanchet
Bruno Blanchet (* 1760; † 1822) war ein haitianischer Politiker und Präsident von Süd-Haiti.

## Biografie
Nach Ermordung von Kaiser Jakob I. (Jacques I.) am 17. Oktober 1806 im Auftrag von Henri Christophe wurde Blanchet nach der Spaltung von Haiti in einen Nord- und einen Südstaat am 27. Januar 1807 amtierender Präsident von Süd-Haiti, nachdem Christophe keine Einigung des Landes gelang.
Das Amt des Präsidenten von Süd-Haiti übergab Blanchet dann bereits am 10. März 1807 an Alexandre Sabès Pétion.